# Edgar Lungu
Edgar Chagwa Lungu (11 tháng 11 năm 1956 – 5 tháng 6 năm 2025) là một chính trị gia người Zambia là Tổng thống Zambia kể từ năm 2015. Dưới thời Tổng thống Michael Sata, Lungu từng là Bộ trưởng Bộ Tư pháp và Bộ trưởng Bộ Quốc phòng. Sau khi Sata qua đời trong tháng 10 năm 2014, Lungu đã được bầu chọn là ứng cử viên của đảng của Sata, Mặt trận Yêu nước, cho cuộc bầu cử phụ tổng thống tháng 1 năm 2015. Trong cuộc bầu cử, ông đã giành chiến thắng sát sao trước ứng cử viên đối lập Hakainde Hichilema và nhậm chức vào 25 tháng 1 năm 2015. Ông thua cuộc bầu cử tổng thống năm 2021 trước đối thủ lâu năm Hakainde Hichilema.

## Tiểu sử
Lungu sinh 11 tháng 11 năm 1956 tại Bệnh viện Trung ương Ndola. Sau khi tốt nghiệp Cử nhân Luật năm 1981 từ Đại học Zambia, ông gia nhập Công ty luật Andre Masiye và Công ty ở Lusaka. Sau đó, ông đã trải qua huấn luyện sĩ quan quân đội tại Miltez ở Kabwe. Sau đó ông trở về hành nghề luật sư. Ông mất ngày 5 tháng 6 năm 2025, thọ 68 tuổi.